# اوا ملیچارووا
 اوا ملیچارووا (انگلیسی: Eva Melicharová؛ زادهٔ ۲ فوریهٔ ۱۹۷۰) یک تنیس‌باز اهل جمهوری چک است.